# ليونيل تريلينغ
ليونيل تريلينغ (4 يوليو 1905 - 5 نوفمبر 1975) (بالإنجليزية: Lionel Trilling)‏ ناقد أدبي وكاتب أمريكي. كان أحد النقاد الأمريكيين البارزين في القرن العشرين الذي تتبع الآثار الثقافية والاجتماعية والسياسية المعاصرة للأدب. كان عضواً في مجموعة مفكّري نيويورك (The New York Intellectuals)، ومساهما في مجلة (Partisan Review).

## روابط خارجية
- ليونيل تريلينغ على موقع الموسوعة البريطانية (الإنجليزية)
- ليونيل تريلينغ على موقع إن إن دي بي (الإنجليزية)